# Kristin Austgulen Fosnæs
Kristin Austgulen Fosnæs (30 maggio 2000) è una fondista norvegese.

## Biografia
Kristin Austgulen Fosnæs, attiva dal novembre del 2016, ai Mondiali juniores di Lahti 2019 ha vinto la medaglia d'oro nella staffetta; in Coppa del Mondo ha esordito il 6 febbraio 2021 nella sprint disputata a Ulricehamn (25ª) e ha ottenuto il primo podio il 13 dicembre 2024 nella sprint a squadre di Davos (2ª). Ai Mondiali di Trondheim 2025, suo esordio iridato, ha vinto la medaglia d'argento nella staffetta e si è classificata 10ª nello skiathlon; non ha preso parte a rassegne olimpiche.

## Palmarès

### Mondiali
- 1 medaglia:
  - 1 argento (staffetta a Trondheim 2025)

### Mondiali juniores
- 1 medaglia:
  - 1 oro (staffetta a Lahti 2019)

### Coppa del Mondo
- Miglior piazzamento in classifica generale: 24ª nel 2024
- 2 podi (a squadre):
  - 2 secondi posti